# 藍色

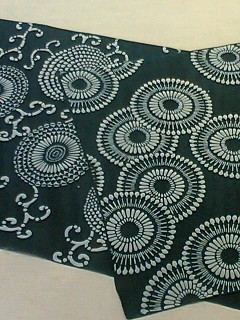
藍で染めた木綿の浴衣地。

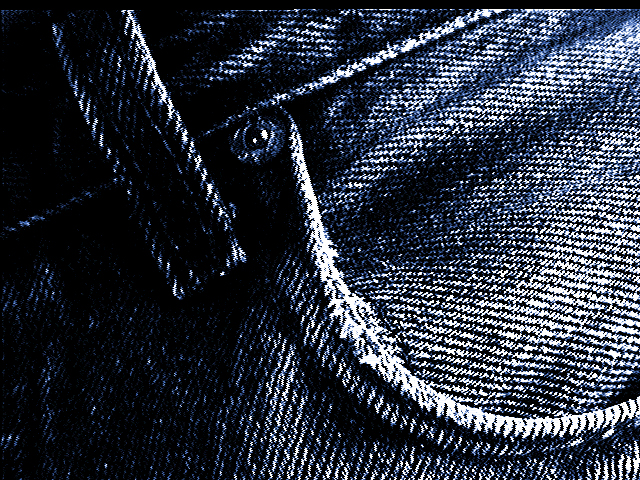
インディゴで染められたジーンズ生地

藍色（あいいろ）は、色のひとつ。植物である藍に由来する色素を由緒とする色である。インディゴ（インジゴ、英: indigo）も同様。
純粋な藍の色は、わずかに緑みがかった青である（少し浅く染めると、図示した色に近い）。しかし、藍色（インディゴ）は虹の7色の1つとして挙げられることが多く、その場合は、紫がかった青のことである。ウェブカラーのインディゴには、もっと紫に近い色が採用されている。
しかし、日本の伝統的な色としての「藍色」は、藍のみで染めた色ではなく、藍に少量の黄の染料を加え、緑がからせたものを指す。
藍のみで染めた色の伝統的な呼び名は、縹（はなだ。花田と書くことも）だともいう。しかし、縹は通常は、露草色（ツユクサの花で染めた色）とも言われる、薄い青色である。

## 藍の色料
藍あるいはインディゴは青藍を呈する色料である。多くは着色のために染料、または顔料として用いる。
文政年間に外国から輸入された顔料である紺青はベロ藍と呼ばれた。歌川広重や葛飾北斎の浮世絵に見られる鮮やかな藍色は、インディゴではなくこのベロ藍によるものである。

## 藍色に関する事項
- 日本を代表する色として、藍色を「ジャパンブルー」と呼ぶことがある。イギリス人科学者・ロバート・ウィリアム・アトキンソンが日本に藍染めの衣類が多いことを見て呼び始めたのが始まりで、サッカー日本代表のチームカラーにも用いられている[1][2]。
- 日本の虹の色の区分には藍が含まれるが、アメリカなどでは虹は6色である。

- 上代の藍色は、色止めとして下地をキハダ等で黄色く染めていたため、緑がかった色だった可能性がある。
- 「出藍の誉れ」、「青は藍より出でて藍より青し」という諺がある。ともに弟子の方が師匠の能力や技量・知識を追い越す、優れているという意味。

## 近似色
- インクブルー
- 青 - 中国語圏では青色のことを「藍色」と表現し、日本語でいう藍色は「靛藍色」と表現する。
- 青紫
- 紺色
- 濃藍